# Breitbach (Speltach)
Der Breitbach ist ein etwa einen Kilometer langer Bach beidseits der Grenze der Gemarkungen Gründelhardt und Oberspeltach der Gemeinde Frankenhardt im Landkreis Schwäbisch Hall im nordöstlichen Baden-Württemberg, der über einen halben Kilometer flussabwärts des Oberspeltacher Ortsrands von links und Nordnordosten in die obere Speltach mündet.

## Geographie

### Verlauf
Der Breitbach beginnt seinen Lauf im Wald Hörle von Gründelhardt etwa 1,2 km östlich der Kirche von Oberspeltach auf etwa 456 m ü. NHN. Die Quelle liegt am Beginn einer Waldklinge nur wenige Meter vom Südosteck der Hangfelder des Nachbargewanns Eichwald entfernt und dicht an einem nach Südsüdwesten führenden Wirtschaftsweg neben seinem im Wald leicht schlängelnden Lauf durch die Klinge. Der Bach ist dort etwa dreiviertelsmeterbreit, wird von Schwarzerlen gesäumt, sein Bett ist sumpfig und schlammig.
Nach etwa der Hälfte seines Weges erreicht der Bach den westlichen Waldrand des Hörles und folgt diesem und dem dort verlaufenden Wirtschaftsweg weitere gut hundert Meter südwärts. Dann setzt das Bachbett aus. Jenseits eines feuchten, krautig bewachsenen Streifens am Ostrand einer Wiese im angrenzenden Gewann Breite läuft der Bach sodann versetzt weiter in einen schnurgeraden, grasig bewachsenen kleinen Graben südwärts durch die Wiese. Er unterquert die L 2665 von Oberspeltach im Nordwesten nach Fichtenhaus im Osten und setzt sich jenseits zwischen den Gewannen Breite rechts und Fichte links geradlinig weitere etwa hundert Meter durch Wiesengelände in der Speltachaue fort. 
Dann mündet der Breitbach auf wenig unter 419 m ü. NHN und damit etwa 37 Höhenmeter unterhalb seines Ursprungs nach einem 1,0 km langen Lauf mit mittlerem Sohlgefälle von etwa 37 ‰ von links in die obere Speltach, etwa 0,9 km nach dem Zusammenfluss der Speltach-Oberläufe am Südrand von Oberspeltach und weniger als 0,2 km nach dem vorigen linken Flusszulauf Gronbach, der in etwa parallelem Lauf ebenfalls aus dem Hörle kommt. Einen Steinwurf weiter abwärts mündet der Kirchbergbach von gegenüber.
Der Breitbach ist recht klein, also nicht etwa besonders breit; er ist wohl nach dem durchflossenen Gewann Breite benannt. Er hat keine Zuflüsse.

### Einzugsgebiet
Der Breitbach hat ein schmales, sich von seinem höchsten Punkt auf einer flachen Feldkuppe im Eichwald im Nordnordost etwa 1,2 km weit bis zur Mündung im Südsüdwesten erstreckendes Einzugsgebiet von nur ungefähr 0,2 km² Größe. Etwa zur Hälfte, nämlich im mittleren Bereich, ist es waldbestanden, im oberen im Gewann Eichwald liegen Felder, im unteren in der flachen Speltachaue nach einem kleinen Feld am Waldaustritt in die Breite nur noch Wiesen. Die Waldanteile liegen in der Gründelhardter, die offenen in der Oberspeltacher Teilortgemarkung der Gemeinde Frankenhardt.
Das unbesiedelte Gebiet liegt, naturräumlich gesehen, zur Gänze im Unterraum Burgberg-Vorhöhen und Speltachbucht der Schwäbisch-Fränkischen Waldberge. In diesem Teil des Keuperberglandes steht überall die unterste Schicht Gipskeuper (Grabfeld-Formation) des Mittleren Keupers an. Vom Auenrand des Hörles bis zur Kreisstraße in der Speltachaue liegt darüber inselhaft umgelagertes Material, jenseits der Kreisstraße dann das den kleinen Fluss begleitende Auenlehmband.
Hinter der westlichen Wasserscheide läuft fast parallel in einem Abstand von um 200 Metern der Gronbach, der nächstobere Zufluss der Speltach. An der Ostseite liegen im größeren Teil des Hörles im Norden das Quellgebiet des abwärtigen Speltach-Zuflusses Hörlesbach, weiter südlich das von dessen Zufluss Fichtenbachs.

### LUBW
Amtliche Online-Gewässerkarte mit passendem Ausschnitt und den hier benutzten Layern: Lauf und Einzugsgebiet des Breitbachs

Allgemeiner Einstieg ohne Voreinstellungen und Layer: Daten- und Kartendienst der Landesanstalt für Umwelt Baden-Württemberg (LUBW) (Hinweise)
1. 1 2  Höhe nach dem Höhenlinienbild auf dem Hintergrundlayer Topographische Karte.
2. ↑  Länge abgemessen auf dem Hintergrundlayer Topographische Karte anhand des Zuschnitts des oberlaufbegleitenden Biotops. Der auf dem Layer Gewässernetz (AWGN) eingezeichnete Verlauf teilweise auf der linken Wasserscheide ist falsch.
3. ↑  Einzugsgebiet abgemessen auf dem Hintergrundlayer Topographische Karte.
4. ↑  Natur teilweise nach dem Layer Biotop.

### Andere Belege
1. ↑  Wolf-Dieter Sick: Geographische Landesaufnahme: Die naturräumlichen Einheiten auf Blatt 162 Rothenburg o. d. Tauber. Bundesanstalt für Landeskunde, Bad Godesberg 1962. → Online-Karte (PDF; 4,7 MB)
2. ↑  Geologie nach den Layern zu Geologische Karte 1:50.000 auf: Mapserver des Landesamtes für Geologie, Rohstoffe und Bergbau (LGRB) (Hinweise)